# ミリエリーナ
ミリエリーナ（イタリア語: Miglierina）は、イタリア共和国カラブリア州カタンザーロ県にある、人口約700人の基礎自治体（コムーネ）。

## 地理

### 位置・広がり

#### 隣接コムーネ
隣接するコムーネは以下の通り。
- アマート
- マルチェッリナーラ
- サン・ピエトロ・アポストロ
- セッラストレッタ
- ティリオーロ